# 让-巴蒂斯特·菲利贝尔·瓦扬

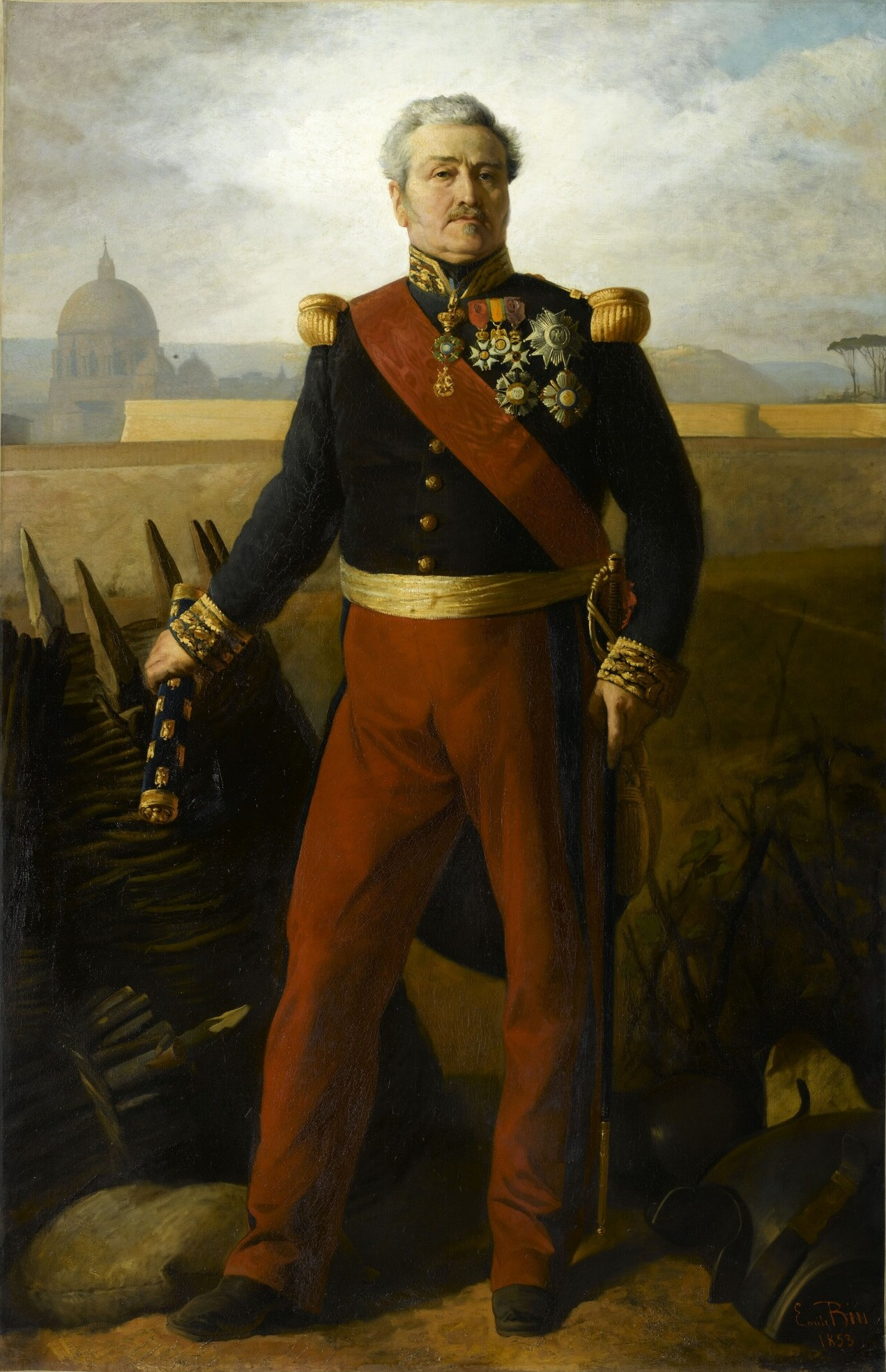
让-巴蒂斯特·菲利贝尔·瓦扬，第一代瓦扬伯爵

让-巴蒂斯特·菲利贝尔·瓦扬，第一代瓦扬伯爵（Jean-Baptiste Philibert Vaillant, 1st Comte Vaillant） (1790年12月6日—1872年6月4日) 出生在第戎，法国元帅。
瓦扬1809年进入法国工兵部队，1812年参加俄罗斯远征军，第二年库尔姆战役中成为战俘。1830年在阿尔及尔作战，指挥一个营，并提升为中校。1831年参加热拉尔的比利时远征军。1837年到1838年回到阿尔及尔作战，后召回法国主管巴黎综合理工学院，提升为中将。1845年在杜德·德拉布鲁内里指挥下负责建筑巴黎的防御工事。
1849年瓦扬被命令指挥法国远征队工程兵队去罗马。1851年被授予法国元帅头衔，1854年到1859年在在克里米亚战争期间担任战争大臣。1860年成为皇室的内务大臣，1864年获得法国荣誉军团勋章Grand Chancellor勋位。1870年9月第二帝国下台后，瓦扬从法国被放逐，但被允许返回，1871年回国。第二年死于巴黎。
| 前任： 雅克·勒鲁瓦·德·圣阿尔诺 | 战争大臣 1854年3月11日- 1859年5月5日 | 繼任： 雅克·路易·朗东 |